# Arkady Fiedler
Pour les articles homonymes, voir Fiedler.
Arkady Fiedler (né le 28 novembre 1894 à Posen et décédé le 7 mars 1985 à Puszczykowo): journaliste, reporteur, écrivain et grand voyageur polonais.
Il étudia la philosophie et les sciences naturelles à l'université Jagellonne de Cracovie, puis à Poznań et à l'université de Leipzig. Comme officier de réserve de l'armée polonaise, il prit part à l'Insurrection de Grande-Pologne (1918-1919) et fut l'un des fondateurs de l'Organisation militaire polonaise de 1918 à 1920.
Il voyagea notamment au Mexique, en Indochine, au Brésil, à Madagascar, en Afrique occidentale, au Canada et aux États-Unis. Il a écrit 32 livres qui ont été traduits en 23 langues et vendus à plus de 10 millions d'exemplaires au total. Son livre le plus célèbre, écrit en 1942, était Escadron 303 consacré à la légendaire escadrille polonaise, qui combattit pendant la bataille d'Angleterre. Il fut vendu à plus de 1,5 million d'exemplaires.

## Voyages
- 1927 – nord de la Norvège
- 1928 – le sud du Brésil
- 1933 – Amazonie et est du Pérou
- 1935 – Canada
- 1937 – Madagascar
- 1939 – Tahiti
- 1940 – France, Grande-Bretagne
- 1942 – 1943 – États-Unis, Trinidad, Guyane, Brésil
- 1945 – Canada
- 1948 – Mexique
- 1952 – 1953 – URSS (Géorgie)
- 1956 – 1957 – Indochine (Viêt Nam du Nord, Laos, Cambodge)
- 1959 – 1960 – Afrique (Guinée, Ghana)
- 1961 – nord-ouest du Canada
- 1963 – 1964 – Brésil, Guyane
- 1965 – 1966 – Madagascar
- 1967 – Brésil
- 1968 – URSS (Sibérie orientale)
- 1969 – Nigéria
- 1970 – Pérou
- 1971 – Afrique de l'Ouest
- 1972 – Canada (Colombie-Britannique, Alberta, Québec)
- 1973 – Amérique du Sud
- 1975 – Canada (Ontario, Québec)
- 1976 – 1977 – Afrique de l'Ouest
- 1978 – 1979 – Pérou
- 1980 – Canada
- 1981 – Afrique de l'Ouest

## Récompenses et distinctions
- Décoré dans l'Ordre de la Bannière du Travail
- Croix de Commandeur dans l'Ordre Polonia Restituta
- Décoré dans l'Ordre du Sourire

## Source
- (en) Cet article est partiellement ou en totalité issu de l’article de Wikipédia en anglais intitulé « Arkady Fiedler » (voir la liste des auteurs).